# Bertil Gotthard Ohlin
Bertil Gotthard Ohlin (IPA [uˈliːn]; Klippan, 1899. április 23. – Vålådalen, 1979. augusztus 3.) svéd közgazdász, politikus. A nemzetközi kereskedelmi és tőkemozgási elméletek modernizálásáért 1977-ben James Edward Meade-del megosztva Közgazdasági Nobel-emlékdíjat kapott. Emellett mintegy három évtizeden át a svéd politikai élet prominens alakja, 1944–1967 között a Néppárt vezetője, 1944–1945 között kereskedelmi miniszter volt.

## Élete
Dél-svédországi vidéki középosztálybeli családban született. A Lundi Egyetem üzleti ügyviteli iskolájában végezte el középiskolai tanulmányait 1913–1917 között. Ezt követően a Cambridge-i, majd röviddel ezután a Harvard Egyetemen hallgatott közgazdaság-tudományt, s diplomáját 1923-ban szerezte meg. Posztgraduális tanulmányait a Stockholmi Egyetemen végezte Karl Gustav Cassel és Gösta Bagge irányítása alatt, végül doktori téziseinek (Handelns teori / Kereskedelmi elméletek) megvédésére 1924-ben került sor. Tanulmányai befejeztével, 1925-től öt éven át a Koppenhágai Egyetemen tanított, majd 1930-tól 1965-ig a Stockholmi Egyetem közgazdaságtanára, illetve -professzora volt.
1938-ban a kétkamarás svéd parlament (Riksdag) felsőházának tagja lett. 1944-ben Gustaf Andersson utódjaként átette a szociálliberális Néppárt (Folkpartiet) vezetését, s 1944–1945 között Per Albin Hansson koalíciós kormányában a kereskedelmi tárcát vezette. Ezt követően egészen 1967-ig állt a mindvégig ellenzéki Néppárt élén. 1970-ben visszavonult a politikától, s nyolc cikluson átívelő parlamenti képviselőségét is feladva hátra lévő éveit kutatásainak szentelte.

## Életműve

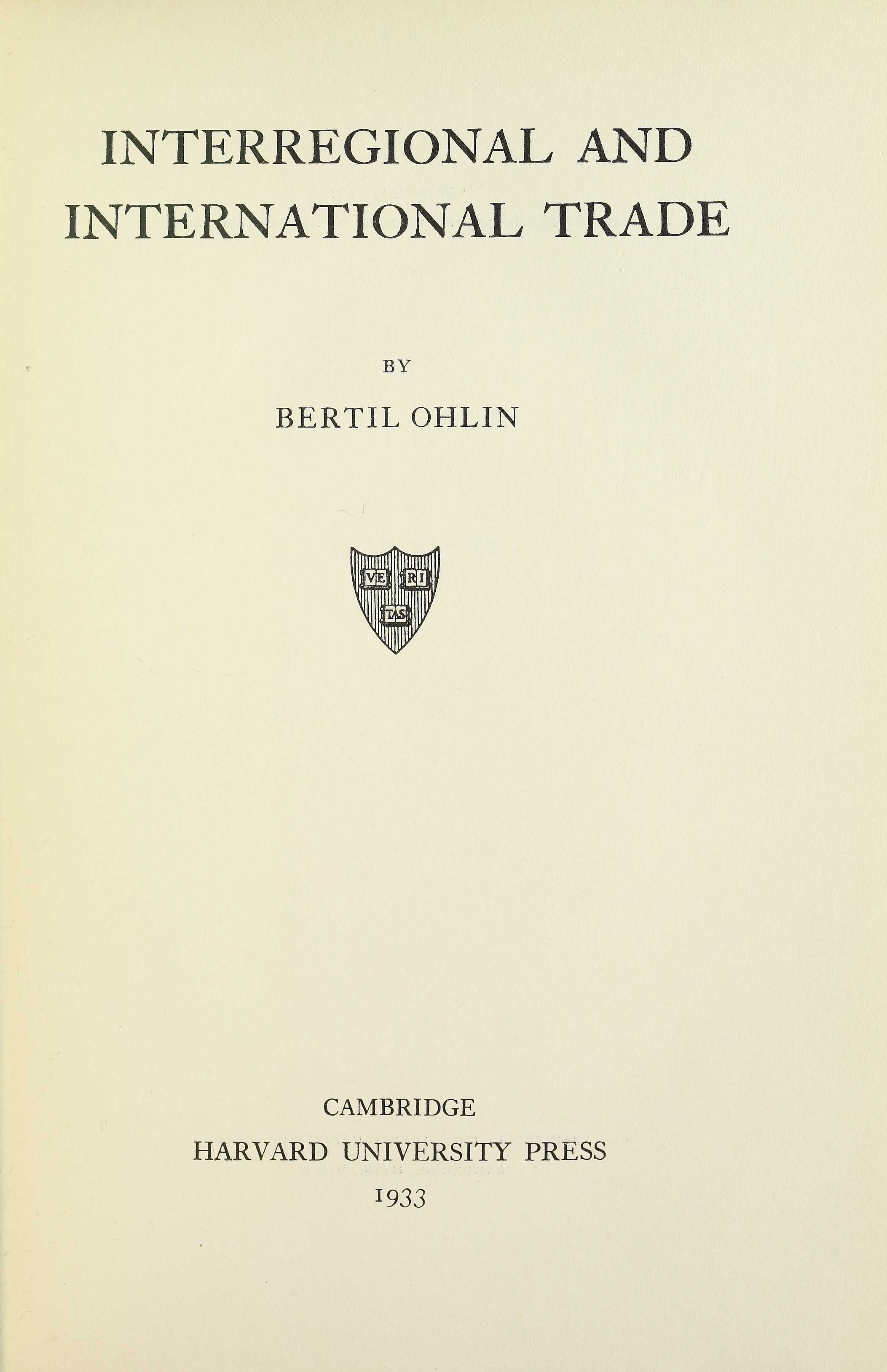
Interregional and international trade, 1933

Ohlin a közgazdaság-tudományi stockholmi iskola (Stockholmsskolan) vezető egyénisége volt Karl Gunnar Myrdal mellett. Kutatásainak homlokterében a nemzetközi kereskedelmi és a makrogazdasági elméletek álltak.
Pályája elején a fogyasztási hajlandóság, a likviditáspreferencia és a multiplikátorhatás kérdéskörében jelentek meg dolgozatai. Az azokban lefektetett elméleteivel, meggondolásaival helyenként megelőzte a keynesizmust, s több ponton vitába szállt magával John Maynard Keynesszel is. 1934-ben jelent meg a nevét egy csapásra ismertté tevő, Interregional and international trade (Interregionális és nemzetközi kereskedelem) című munkája, amelyben közzétette a kollégájával, korábbi professzorával, Eli Filip Heckscherrel kidolgozott ún. Heckscher–Ohlin-tételt. Eszerint eltérő tényezőellátottságú országok egymás közti kereskedése esetén mindegyikük olyan termék gyártására és kivitelére törekszik, amely az adott országban viszonylag bőséges tényezőt igényli intenzívebben. A szabad kereskedelem ily módon – bizonyos feltételek mellett – a tényezőárak kiegyenlítődéséhez vezet az adott országok között. Napjainkra ezt a tételt már többszörösen megcáfolták, de a külkereskedelmi mechanizmusok megértésének mindmáig alapvető eszköze maradt.
Ugyancsak 1934-ben fogalmazta meg Ohlin elsőként azt a tételt, mely szerint egy kormányzatnak akár a várható deficit ellenére is részt kell vállalnia azokban a beruházásokban, ahol egyébként a magánszektor versenyelőnye vitathatatlan.
1937-ben szakértőnek hívták meg Magyarországra, ahol részt vett a "győri program" kidolgozásában, amely program a magyar gazdaságot hadigazdasággá kívánta átalakítani.
1977-ben James Edward Meade-del megosztva közgazdasági Nobel-díjat kapott „a külkereskedelmi és nemzetközi tőkemozgási elméletek terén nyújtott úttörő jelentőségű hozzájárulásaiért”.

## Főbb művei
- Interregional and international trade, Cambridge, Harvard University Press, 1933
Magyarul: Interregionális és nemzetközi kereskedelem, ford. Vadnai Tibor és Lukács Erzsébet, Budapest, Közgazdasági és Jogi, 1981.
- The problem of employment stabilization, New York, Columbia University Press, 1949

### Magyarul
- Interregionális és nemzetközi kereskedelem; ford. Vadnai Tibor, Lukács Erzsébet; Közgazdasági és Jogi, Bp., 1981